# LDE Nr. 3 bis 6
Die Lokomotiven mit den Nr. 3 bis 6 waren zweifachgekuppelte Tenderlokomotiven für den Rangierdienst der Leipzig-Dresdner Eisenbahn-Compagnie (LDE).

## Geschichte
Die vier Lokomotiven hatte Wöhlert in Berlin 1874 an die Leipzig-Dresdner Eisenbahn geliefert.
Nach der 1876 erfolgten Übernahme durch die Königlich Sächsischen Staatseisenbahnen wurden sie in die Gattung W VII T eingeordnet. Neben den Nummern 628 bis 631 erhielten sie außerdem die Namen GRUBE, KUNST, BLENDE und CURVE. 1892 wurden sie in 1407 bis 1410 umgezeichnet.
Die Lokomotiven wurden vor 1916 ausgemustert.